# 孕石元成
孕石 元成（はらみいし もとしげ、永禄6年（1563年） - 寛永9年8月3日（1632年9月16日））は、安土桃山時代から江戸時代初期にかけての武将。小右衛門とも称す。

## 生涯
孕石元泰の嫡子として誕生。
はじめ父・元泰と共に今川氏に仕え、今川氏の滅亡後は甲斐武田氏に仕えた。武田氏滅亡ののちは浪人となった。天正18年（1590年）、豊臣秀吉による小田原征伐において、同じく武田家旧臣であり浪人であった板垣正信らとともに豊臣氏方として奮戦し、同年にその功により掛川藩主・山内一豊に200石で召抱えられ、御使母衣（従六位相当）の格式となった。
関ヶ原の戦い後、一豊が土佐国に転封する際に450石を与えられ、更に元和5年（1619年）には藩主・山内忠義より忠豊傅役を命ぜられ、200石を加増された。
寛永9年（1632年）死去。家督は養子である内蔵助正元（木部藤兵衛の次男。土佐藩家老・孕石元政の父）が継いだ。

## 系譜
孕石氏は藤原南家工藤氏流原氏の支流で、先祖原忠高が遠江国原田荘孕石村に住して孕石氏を称した。